# Saá (Puebla del Brollón)
Saá (llamada oficialmente Santa María de Saa) es una parroquia española del municipio de Puebla del Brollón, en la provincia de Lugo, Galicia.

## Otras denominaciones
La parroquia también es conocida por el nombre de Santa María de Saá.

## Geografía

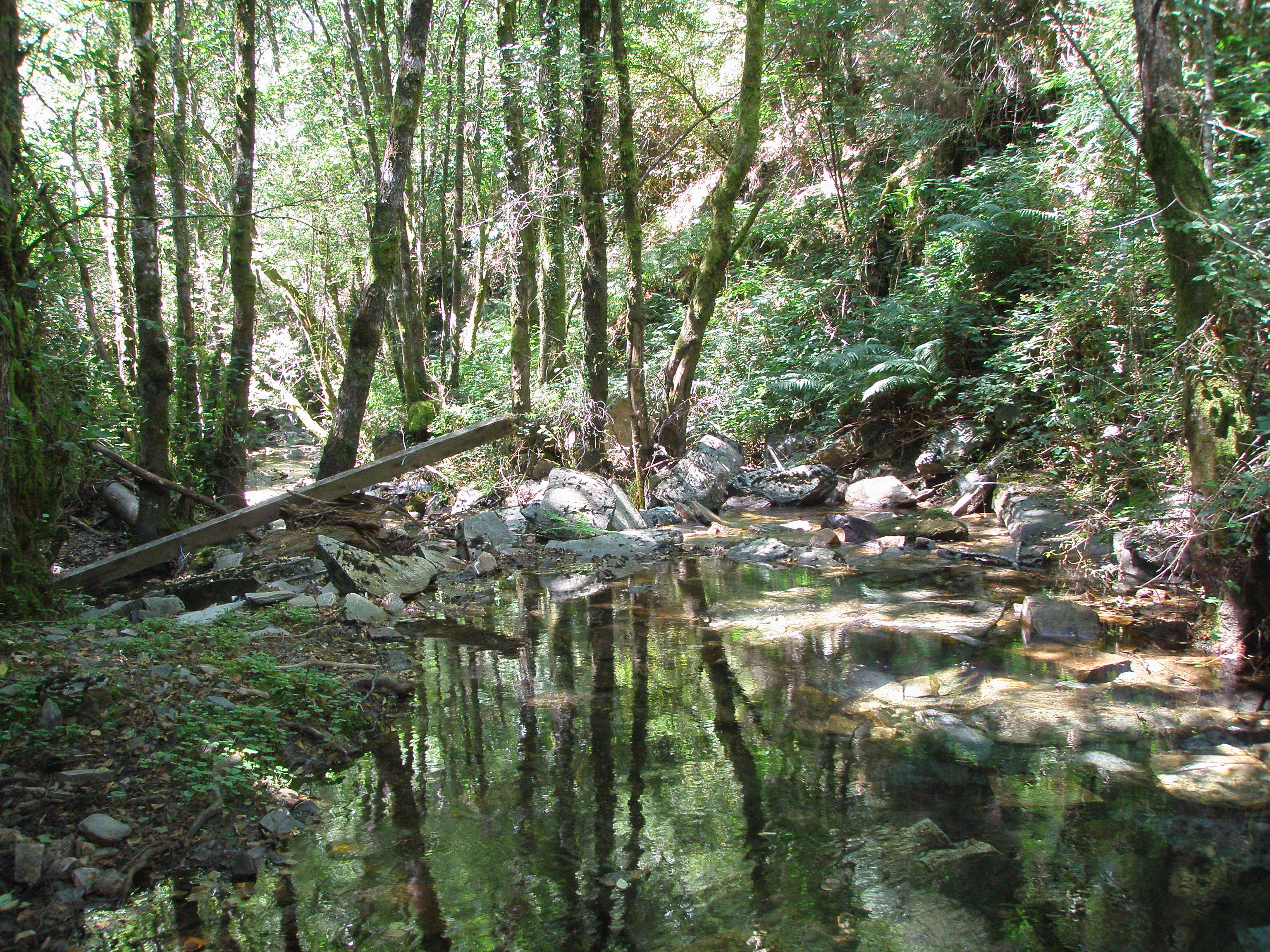
El río Saa en el entorno de la capilla de San Vitoiro.

Limita con las parroquias de Ferreiros y Trascastro por el norte; al sur con Puebla del Brollón y Lamaiglesia; al este con Villamor y Parada dos Montes, y al oeste con Castrosante.
| Noroeste: Ferreiros          | Norte: Ferreiros | Noreste: Trascastro (Incio)                            |
| Oeste: Castrosante           |                  | Este: Villamor (Folgoso de Caurel) y Parada dos Montes |
| Suroeste: Puebla del Brollón | Sur: Lamaiglesia | Sureste: Parada dos Montes                             |

## Organización territorial
La parroquia está formada por trece entidades de población:

### Entidades de población
Entidades de población que forman parte de la parroquia:
- Barrio (O Barrio)
- Busto (O Busto)
- Covadelas
- Fondorallo
- Lebrón
- Lourente
- Penadexo
- Pousa (A Pousa)
- Pradelas
- Vilariño
- Viñal (O Viñal)

### Despoblados
Despoblados que forman parte de la parroquia:
- Castelán
- Teixeira

## Demografía
| Gráfica de evolución demográfica de Saá entre 2000 y 2020 |
|                                                           |
| Datos según el nomenclátor publicado por el INE.          |

## Patrimonio
- Iglesia de Santa María.
- Capilla de San Vitoiro.

## Festividades
- Las fiestas de la parroquia se celebran, en honor a la Virgen María, el 15 de agosto.
- Romería de San Vitoiro, el 27 de agosto, en la capilla de este santo.